# Mariano Moles
Mariano Moles Villamate (nacido en 1946 en Binaced, Huesca), es Ingeniero Aeronáutico por la Escuela Técnica Superior de Ingenieros Aeronáuticos de Madrid (1972) y Doctor en Ciencias por la Universidad de París.  Actualmente dirige el Centro de Estudios de Física del Cosmos de Aragón.

## Biografía
Ha sido codirector del Observatorio de Calar Alto, (Almería), Director del Instituto de Astrofísica de Andalucía, coordinador del área de Física y Ciencias del Espacio de la ANEP.
Ha sido profesor de investigación en el Instituto de Matemáticas y Física Fundamental (IMAFF) del Consejo Superior de Investigaciones Científicas (CSIC). Ha trabajado en centros como el Instituto de Astrofísica de París (IAP) y el  Observatorio Astronómico Nacional (OAN).
Ha sido miembro del Comité Científico Asesor (Scientific Advisory Comité, SAC) del Gran Telescopio Canarias (GTC),
Lideró el Proyecto Alhambra como Investigador Principal, con más de 70 científicos y dedicado a la evolución cósmica de las galaxias.
Dirige en la actualidad el Centro de Estudios de Física del Cosmos de Aragón, que entre otras cuestiones se encarga de la puesta en marcha del Observatorio Astrofísico de Javalambre (Teruel).

## Premios
- Premio Maimónides 2007, Premio de Investigación Científica y Técnica en el área de Ciencias Experimentales, concedido por la Junta de Andalucía.
- Medalla de Oro 2009, de las Cortes de Aragón, "en reconocimiento a la dilatada trayectoria profesional, destacando su vocación de divulgación del conocimiento científico así como su compromiso con la formación de jóvenes talentos"[3]